# لوبیشوو (استان اوپوله)
لوبیشوو (به لاتین: Lubieszów) یک روستا در لهستان است که در گمینا بیراوا واقع شده‌است. لوبیشوو ۵۰۳ نفر جمعیت دارد.